# Paleis van Florian Mokrski
Het Paleis van Florian Mokrski (Pools: Pałac biskupa Floriana z Mokrska) is een beschermd architectonisch monument in het Historisch centrum van Krakau. Het paleis is in de tweede helft van de 14e eeuw als zetel van de toenmalige bisschop van Krakau Florian Mokrski gebouwd. In de 16e eeuw is het paleis onder leiding van canoniek jurist Marcin Izdbieński in de renaissancestijl gerenoveerd. De loggia en het entreeportaal zijn waarschijnlijk uit deze periode.

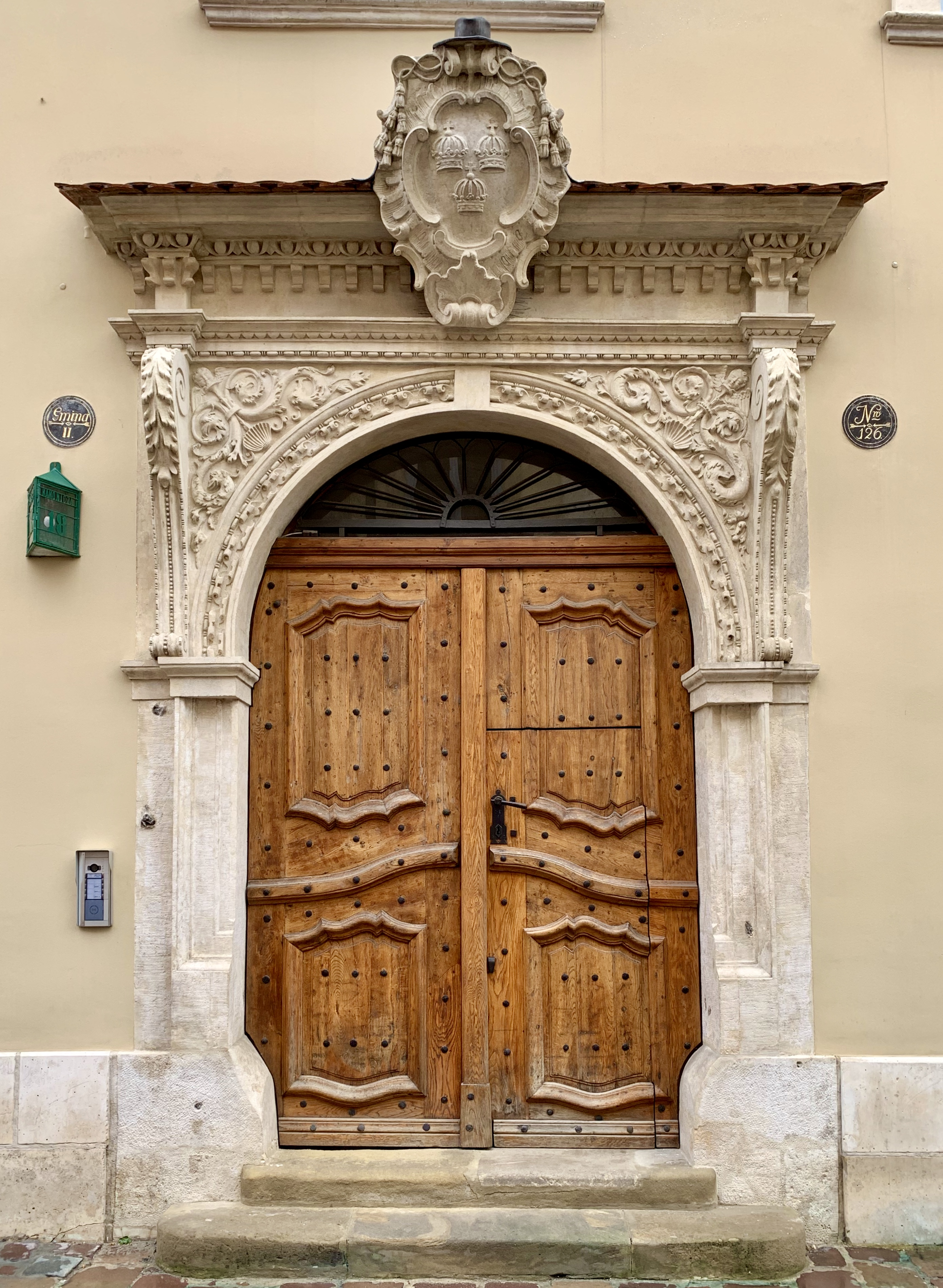
16e-eeuwse entreeportaal in renaissancestijl

## Bewoners
- 14e eeuw: Florian Mokrski (bisschop)
- 16e eeuw: Jan Andrzej de Valentinis (hofarts en koninklijke diplomaat)